# Fågelkoppor

En talgoxe med fågelkoppor.

Fågelkoppor orsakas av fågelpoxvirus. Dessa virus är mycket artspecifika. Fågelkoppor drabbar i Sverige framför allt talgoxe och kråkfåglar, men har beskrivits hos över hundra olika fågelarter runt om i världen. Sjukdomen ses som vårtliknande utväxter på fjäderlös hud, upp till några cm stora utväxter kring näbb och ögon, eller på fötter, ben eller vingar. Drabbade talgoxar går relativt snabbt ner i kondition när knölarna blir stora och såriga, eller förhindrar fågeln från att äta. Det finns en "våt form" av pox, där slemhinnor i inre organ drabbas, bland annat foderstrupen.